# Gerhard von Kügelgen
Franz Gerhard von Kügelgen (Bacharach, 26 febbraio 1772 – Loschwitz, 27 marzo 1820) è stato un pittore tedesco, noto per i suoi ritratti e dipinti di storia.
Era un professore presso l'Accademia delle Arti di Dresda e un membro dell'Accademia delle arti di Prussia e di quella russa. Suo fratello gemello, Karl von Kügelgen, era anche lui un pittore noto.

## Biografia

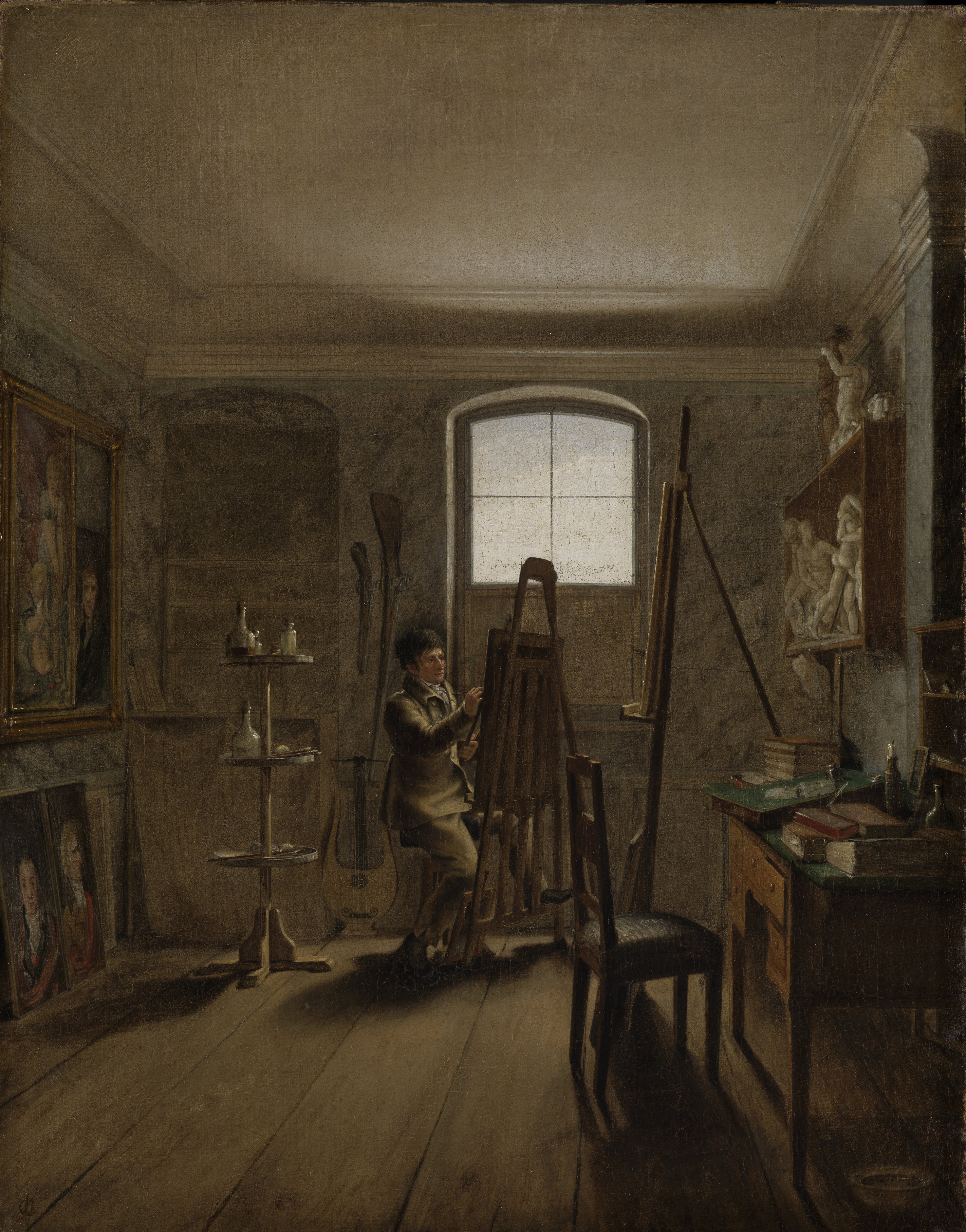
Il pittore Gerhard von Kügelgen nel suo studio, ritratto da Georg Friedrich Kersting

Gerhard von Kügelgen nacque a Bacharach am Rhein. Dopo aver lasciato la scuola nel 1789, studiò pittura a Coblenza. A partire dal 1791, lavorò a Bonn, dove dipinse i ritratti dell'arciduca Massimiliano d'Asburgo-Lorena, dell'arcivescovo Ferdinand August von Spiegel zum Desenberg, e del conte di Waldstein. In seguito, Gerhard von Kügelgen e suo fratello intrapresero un percorso formativo a Roma, Monaco di Baviera e Riga, finanziati da Massimiliano d'Asburgo-Lorena.
Nel 1800, sposò Helene Marie von Zoege Manteuffel, dalla quale ebbe tre figli. Il suo primo figlio, Wilhelm, nacque a San Pietroburgo nel 1802, è divenne anche lui un pittore. Gli altri suoi figli erano Gerhard (nato 1806) e Adelheid (nata 1808).
Durante la sua carriera, Gerhard von Kügelgen dipinse i ritratti di: Caspar David Friedrich, Johann Wolfgang von Goethe, Johann Gottfried Herder, August von Kotzebue, Friedrich Schiller, Johann Gottfried Seume, Ludwig Uhland, Zacharias Werner, Christoph Martin Wieland, Johann Carl Simon Morgenstern e altri scrittori, artisti e studiosi del suo tempo. Dopo essersi trasferito a Dresda, la villa di Kügelgen "Gottessegen" divenne un luogo di incontro per artisti e seguaci del primo Romanticismo tedesco. Era anche un istruttore e amico di Caspar David Friedrich.
Nel 1820, Kügelgen fu ucciso da un ladro sul percorso fra il suo studio a Loschwitz e Dresda. È sepolto nel vecchio cimitero cattolico a Dresda.
L'asteroide 11313 Kügelgen fu così chiamato in onore suo e di suo figlio.

## Galleria delle sue opere

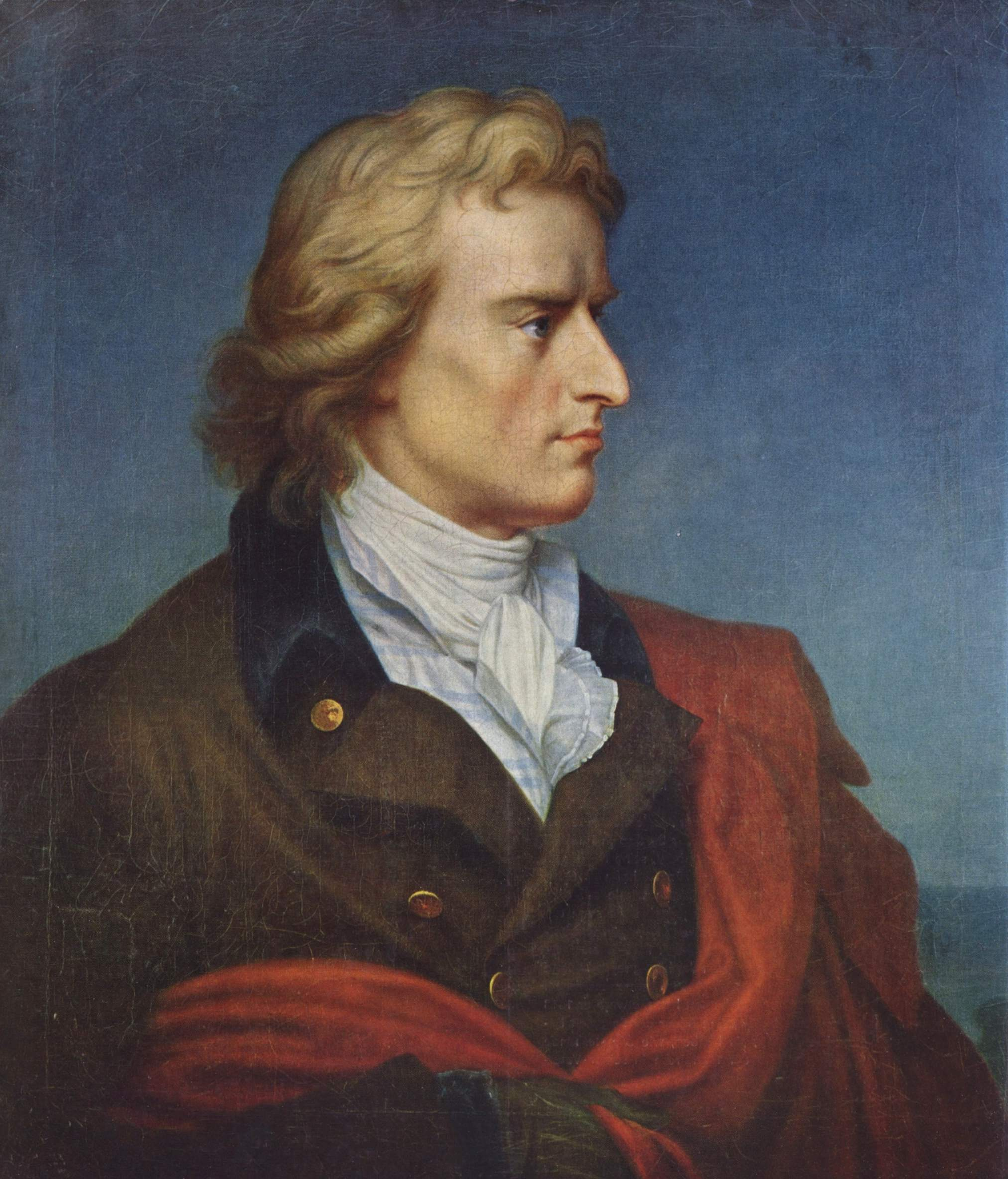
Ritratto di Friedrich von Schiller
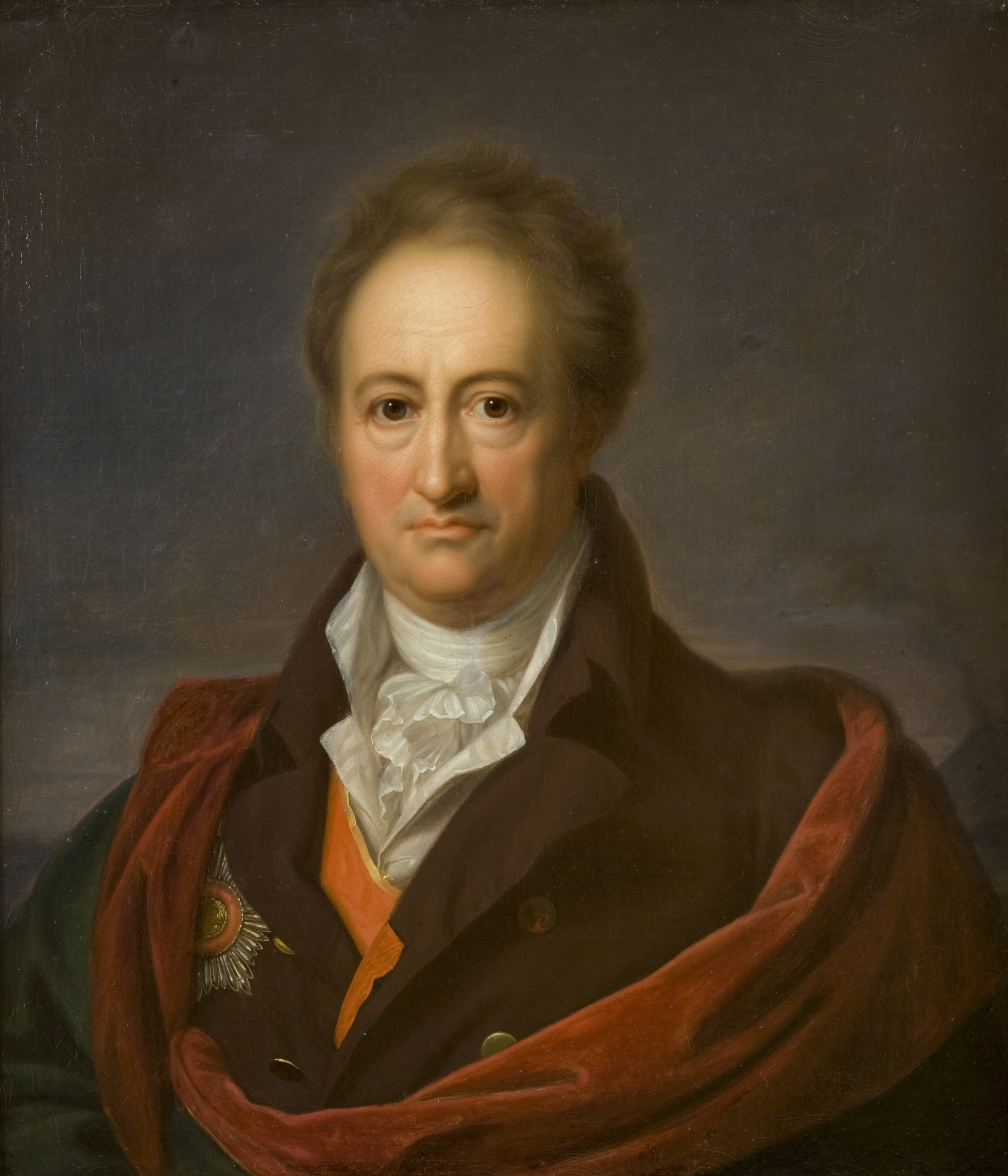
Ritratto di Johann Wolfgang von Goethe, tra il 1808 e il 1809, Biblioteca dell'università di Tartu
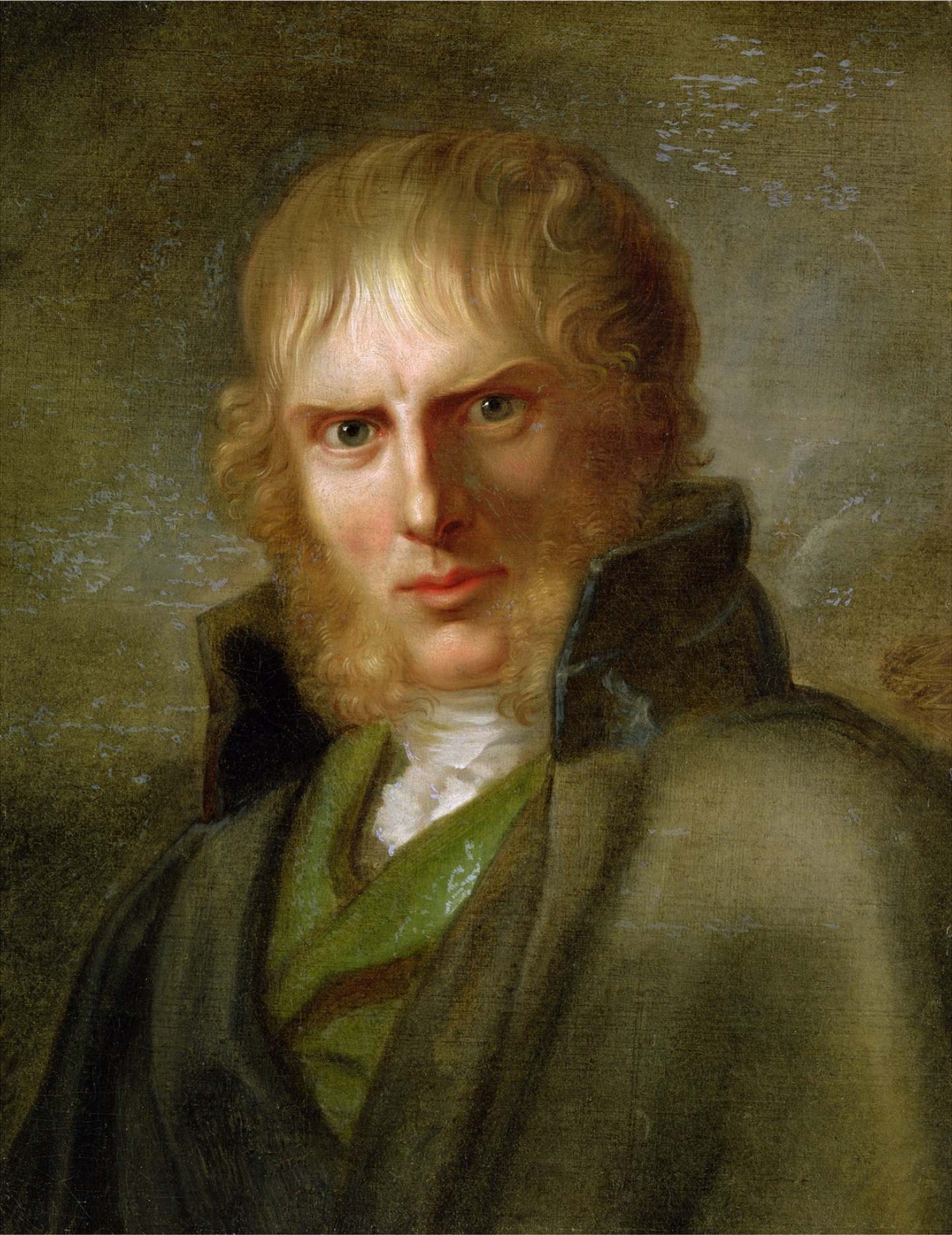
Ritratto di Caspar David Friedrich
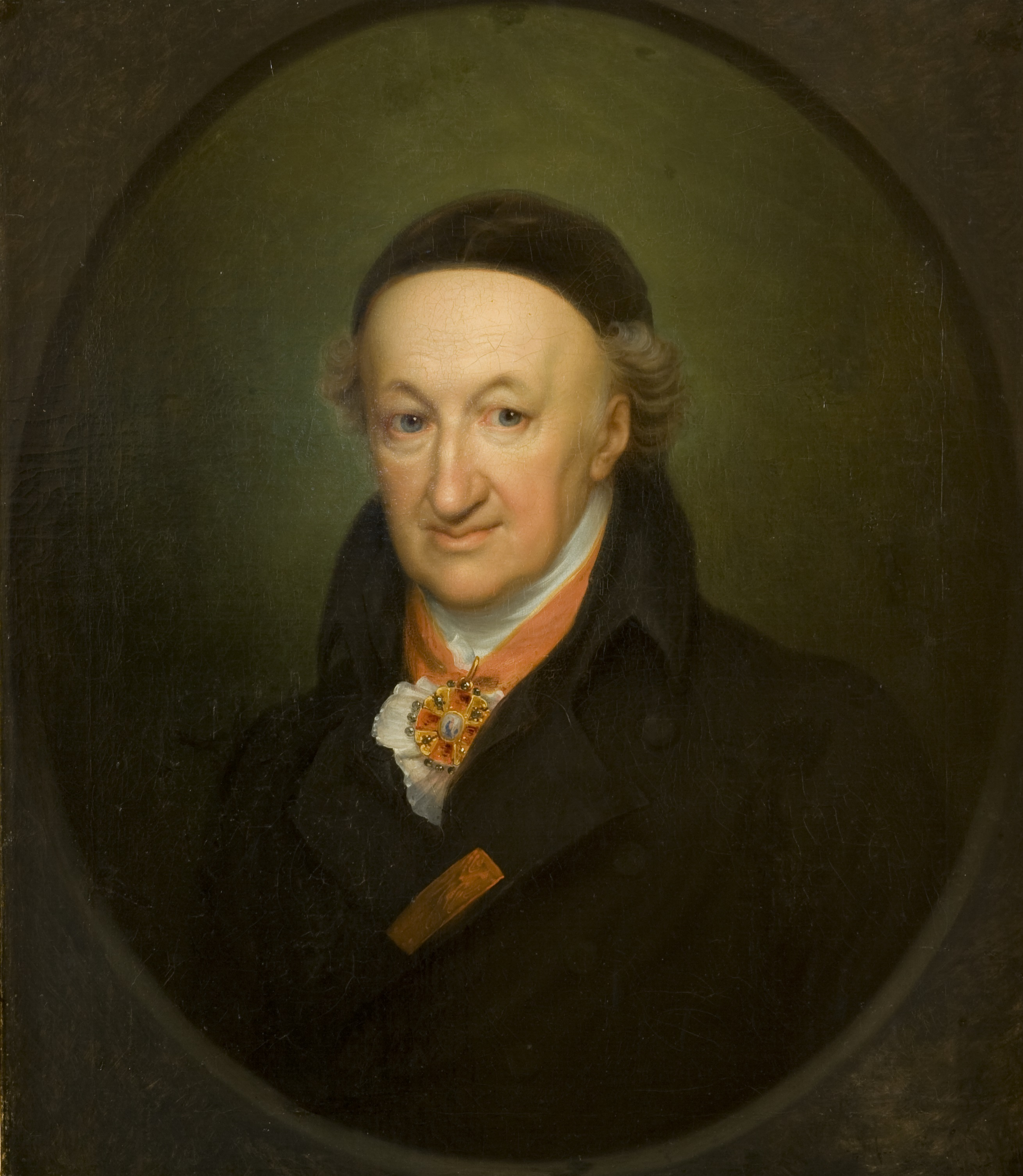
Ritratto di Christoph Martin Wieland, 1808, Biblioteca dell'università di Tartu
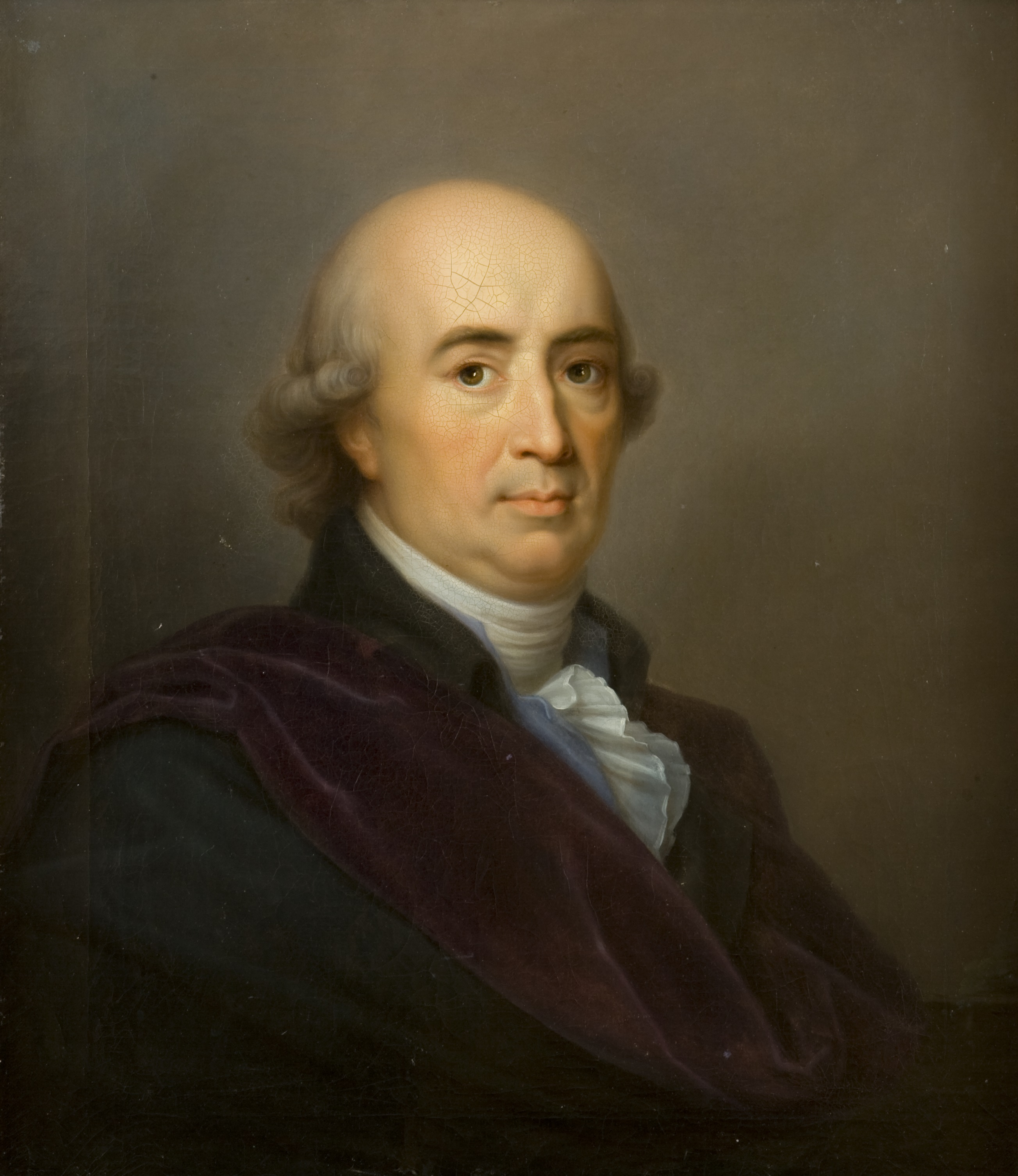
Ritratto di Johann Gottfried Herder, 1809, Biblioteca dell'università di Tartu
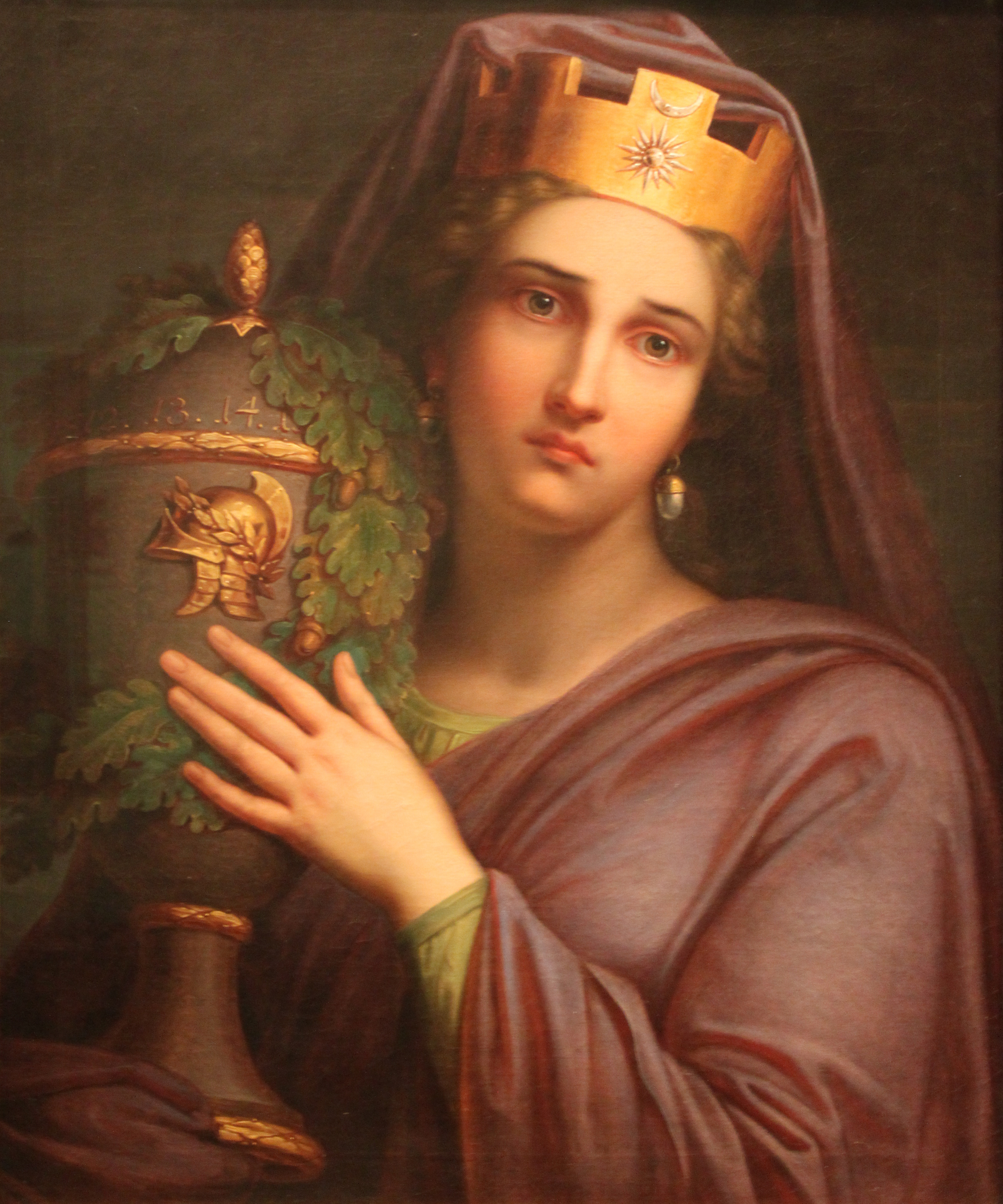
Allegoria di lutto, 1815, Deutsches Historisches Museum
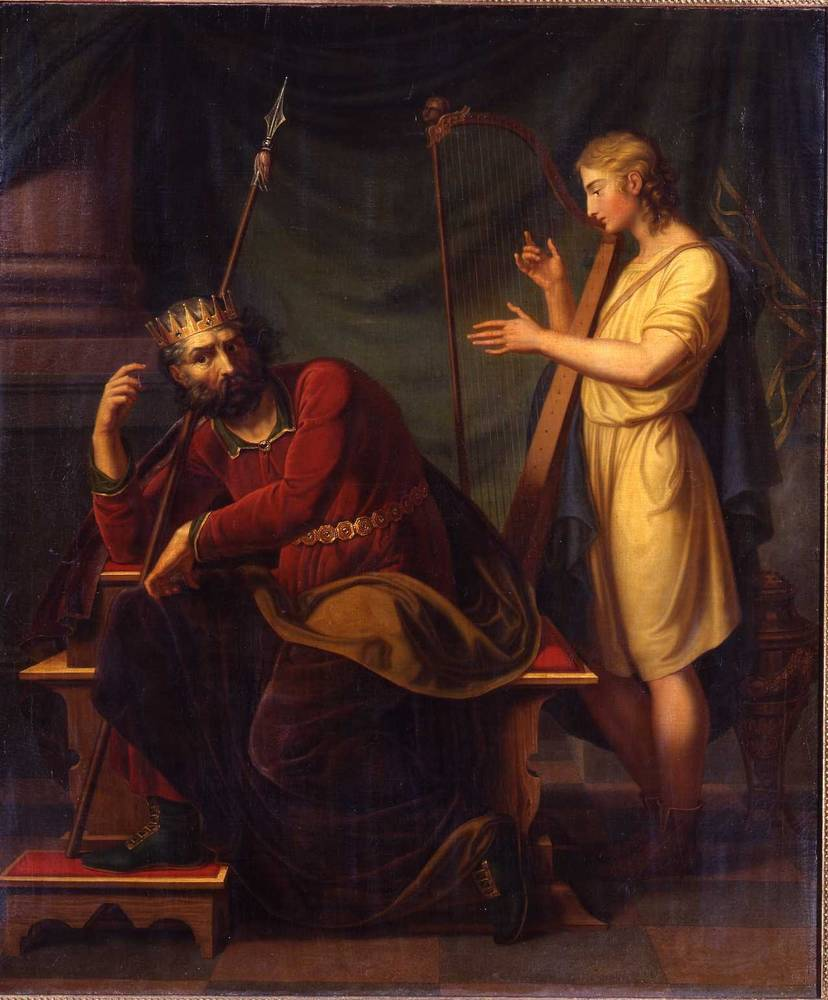
Saul e David
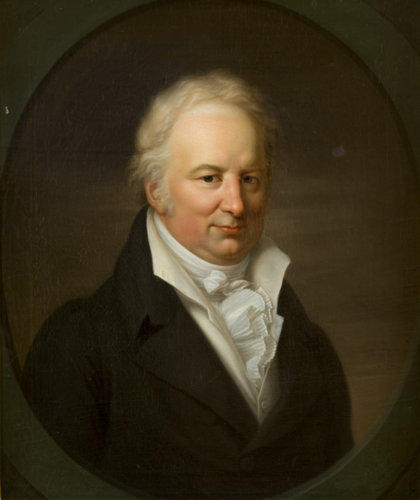
Ritratto di Karl Böttiger, circa 1812, Biblioteca dell'università di Tartu